# 早大闘争
早大闘争（そうだいとうそう）とは、早稲田大学で全学的に展開される大学闘争を指す。
狭義には、早稲田大学で1965年末から学費値上げ、学生会館管理問題から始まった早稲田大学での学生運動、いわゆる第1次早大闘争を指す。広義には、1960年代後半の第2次早大闘争、1970年代前半の第3次早大闘争（早稲田解放戦争）も指す。

## 概要

### 第1次早大闘争
政治党派に属する活動家学生だけでない広範な一般学生も闘争に参加したこと、闘争主体が全共闘を名乗ったこと、全学バリケード封鎖という実力行使という方法など、後に全国で活発化する学園闘争、全共闘運動の先駆となった。この闘争は、後に起こる闘争と区別して第1次早大闘争と呼ばれる。

### 第2次早大闘争
第2次早大闘争は、反戦連合（ノンセクトラジカル）が主体となって学生会館占拠闘争が行われた。この時、政経学部学長室封鎖が行われたが、日本共産党系学生により封鎖解除された。上野俊樹立命館大学名誉教授、堀口健治早稲田大学元副学長も率先して封鎖解除側として行動した。

### 第3次早大闘争
第3次早大闘争は、革マル派による川口大三郎事件をきっかけに、早大学生運動を暴力的に支配する革マル派に対する早稲田解放闘争として闘われた。反革マル派政治党派（セクト）の活動家のみならず、ノンセクトラジカルや一般学生らによって革マル派の暴力支配に対する闘いが行われたが、革マル派のテロルなどによって闘争は沈静化された。

## 早大闘争の年表

### 1961年
- 早大が80周年事業の一環として第2学生会館建設計画を発表。

### 1963年
- 5月　全学共闘会議が結成される。

### 1965年
- 2月　第2学生会館が着工。
- 10月　管理運営権をめぐり大学と共闘会議が2度の団交を行う。
  - 29日　全共闘会議で、翌30日の団交が決裂した場合は本部前座り込み、12月9日に全学ストへ突入する方針を決定。
- 11月30日　共闘会議が本部前集会を開催。公開質問状に対する大学側の回答を拒否し団交を要求するが、大学側は団交を拒否。
- 12月
  - 1日　学生が本部前で座り込みを開始(10日頃まで)。
  - 8日　大隈小講堂で学館問題説明会（全共闘は団交と規定）が開催。説明会後の18:00すぎ、本部前抗議集会（200人）が行われ、本部2階の理事室前廊下に座り込み。
  - 9日　本部前集会(500人)。学生3人がハンストに入る。
  - 10日12:00　本部前集会(1000人)。
  - 11日00:30　大学理事3人と学生代表15人の交渉が決裂→学生300人が大衆団交を要求して本部に突入し封鎖する→4:50　大浜信泉総長の要請で機動隊導入。大口昭彦共闘会議議長が逮捕される。　
  - 20日　大学当局は臨時評議会で授業料値上げを決定(公表は冬休みに発行された入試要項による)。

### 1966年
- 1月5日　共闘会議が、1月20日からの全学ストをめざすをことを決定。
  - 11日　本部前広場でストライキ突入総決起集会が開催。大口昭彦全学共闘会議議長が2000人の学生を前にして、ストライキ突入宣言を発表。(突破者)。
  - 13日　ストの動きに対して早大当局が「告示」を発表、『学費改訂について』という説明書を配布。
  - 14日　一法クラス委員総会が開かれ、執行部からのスト方針を巡り紛糾する。
  - 17日　共闘会議の団交申し入れを当局が正式に拒否する。
  - 18日　第一法学部、教育学部がスト突入。
  - 19日　教員組合が値上げ反対の声明を出し、同時に学生のストには「遺憾の意」を表明。　
  - 20日　第一政経学部、第一商学部、第一文学部がストに突入。第二商学部学生会はスト反対を発表。本部前で集会（2000人）。
  - 21日　理工学部、第二文学部、第二政経学部がストに突入。早大史上初の全学ストに入った。商学部前で全学集会(学生4000人)。文化連盟が第一学館自主管理宣言。第一商学部有志がスト反対著名を行う。
  - 22日　本部前集会（3500人）。
  - 24日　本来なら期末試験開始日であるが、全学で試験ボイコット。5000名が集会とデモに参加。
  - 29日　延期されていた期末試験を当局は、早稲田実業学校で分離試験として行おうとするが、9000人のデモにより阻止された。
  - 31日　早実での試験が5000人のデモにより阻止される。
- 2月
  - 3日　12時、本部前で集会（3000人）。滝口理事と大衆団交が行われる。当局は明日4日「説明会」を行うことを発表。
  - 4日　記念講堂で当局による「説明会」開催。学生1万5000人が参加。総長が「既定方針は全学生の反対があっても貫く」と発言する。1500人の学生が本部前で抗議集会。本部封鎖の方針打ち出す。
  - 8日　理事4名と共闘会議代表者12名による第1回団交が行われる。
  - 10日　当局が白紙撤回を拒否して団交は決裂。共闘会議は本部の封鎖に突入した。
  - 11日　国会稲門会が初会合。
  - 12日　体育局学生が本部に殴り込み、一時占拠。午後、共闘会議が再封鎖を行う。
  - 15日　機動隊導入の報に深夜3000人が集合。
  - 18日　共闘会議が「値上げ撤回のためには入試阻止も辞さず」と言明。
  - 19日　当局が「妥協案」を提示。本部前で抗議集会が行われ、3000人が参加。
  - 20日　全共闘は稲門会の調停を拒否、当局は受け入れ。1500人が泊まり込み。
  - 21日　午前5時30分、機動隊が導入されバリケードが撤去され、学園は閉鎖される。午後3時45分、学生は本部前のバリケードを突破し、本部を再占拠。
  - 22日　午前7時、機動隊が再度導入され、学生203名が検挙される。機動隊の入試終了までの駐屯が発表され、大学構内は完全に学生の出入りが排除された。早大共闘会議は法政大学で集会（以降、共闘会議は法大や明治大学で連日集会を開く）。
  - 23日　戸山ハイツで抗議集会後、新大久保までデモが行われる。早大共闘会議が明大と法大に闘争本部を設置。
  - 24日　箱根山で集会。一政の入試が機動隊の監視下に施行される。
  - 27日　箱根山で抗議集会後、新大久保から高田馬場までデモ。
- 3月
  - 3日　箱根山で全学抗議集会。
  - 6日　入試が終了。共闘会議は、大隈講堂前で学園奪還全学集会を開催。
  - 7日　学園封鎖が解除される（ガードマンは常駐）。本部前で集会、デモ。早大当局は5項目の禁止条項を発表(①屋外集会禁止　②教室無断使用禁止　③デモ禁止　④机、椅子の持ち出し禁止　⑤校舎内宿泊禁止)
  - 11日　本部前での抗議集会に機動隊が介入し、大口議長らが逮捕される。
  - 12日　全学4年生集会。一、二法学部長辞任。
  - 16日　本部前で抗議集会。教育学部説得会（ボイコット）
  - 21日　大隈講堂前で抗議集会。商学部説明会。
  - 22日　全学共闘会議。法、文の教授会が学部別卒業式の中止を決定。　
  - 23日　一政が学部別卒業式の中止を決定。
  - 25日　統一総括卒業式が記念講堂で学生のみ2000人で開かれる。商学部は学部別卒業式を開く。
  - 26日　各学部が期末試験の日程を発表。
  - 29日　一政で、再びバリケードが築かれる。
  - 30日　夜、一商前で、教授・右翼学生による逆ピケが行われる。　
  - 31日　法、商、理工もバリケードを再構築する。
- 4月
  - 1日　全学で再度、試験ボイコットが行われる。
  - 2日　試験ボイコット
  - 3日　体育局が試験を中止。教育学部でバリケードが築かれる。ストに再突入。
  - 4日　試験ボイコットが続く。この頃から「有志会」によるスト中止の運動が急速に強まる。
  - 6日　一文で学部当局との公開質問討論集会。
  - 7日　一文シンポジュウムが開催(一文自治会と統一スト実が主催)。
  - 8日　理工で学生大会(3000人)開催。
  - 12日　二文で学部当局との公開質問討論集会。
  - 13日　理工学生大会が開催されスト中止決定の方針が採決される。一商でバリケードで解かれる。
  - 14日　理工でバリケードが解かれる。
  - 15日　理工で三年の試験が始まる。
  - 16日　共闘会議の代表者団交要求を当局は拒否。
  - 17日　教育学部で学部長指導のもと、ガードマン・右翼学生・体育局学生・OBによるスト破りが行われる。
  - 18日　全学試験ボイコットが行われる（一商と理工を除く）。
  - 19日　一政3年の保善高校での学外試験を阻止。機動隊が出動する(封鎖解除後4度目)。
  - 21日　教育3年が早実で分離試験。学生7人に逮捕状が出される。
  - 23日　大浜信泉総長と全理事が辞意を表明。
  - 24日　教育3年の分離試験が終了。全理事が辞表を提出。
  - 28日　全都早大支援集会(5000人)が開かれる。
  - 30日　商学部がストに再突入する。一文・二文の両学部長が辞任する。
- 5月
  - 1日　入学式。共闘会議は記念講堂前で抗議集会を行う。
  - 2日　一法、二政3年が分離試験。
  - 6日　学部長会議で「事態処理委員会」設置が決定される。
  - 7日　共闘会議が、大衆団交要求本部前抗議集会を開く。
  - 10日　阿部賢一が総長代行に就任。阿部総長代行は「話し合い路線を打ち出すが、団交は拒否」。
  - 12日　一政学部長が辞任する。
  - 13日　新理事が就任する。
  - 16日　学部長会議は「事態処理委員会」の廃止を決定する。
  - 17日　商学部で説明会が開かれ、阿部総長代行が出席する。
  - 18日　一法で、自主高座が開かれる。
  - 21日　一文3年生集会が開かれ、23日からの試験ボイコットが決定する。商学部では、学部投票でスト中止を決定。
  - 23日　商学部で授業が開始される。
  - 27日　一法で総長が会見を開く。
- 6月
  - 2日　一政学生大会が開かれ、学部投票でスト継続か否かを問うことが決定される。
  - 3日　一文学生大会が（4日まで）開かれ、有志会のスト中止提案が否決され、執行部のスト継続方針が可決される。　
  - 4日　一政学部投票でスト中止が決定。
  - 5日　一政で試験が開始。二文で(7日まで)学部投票。
  - 8日　二文で旧1、2年生の試験が開始される。
  - 10日　二文で旧3年生の授業が再開。
  - 11日　一法委員総会。教育で学生大会。
  - 13日　当局が今後の日程を発表。早稲田祭の日程が組み込まれていなかったため波紋を呼んだ。
  - 14日　教育で、学部投票によりスト中止が決定。
  - 15日　教育でバリケードが撤去。
  - 18日　一文学生大会が開かれ、学部投票を決定。
  - 20日　一文学部投票。一法がストを解除。
  - 21日　一文でスト中止を決定。
  - 22日　一文のバリケード撤去。のち学内デモに200人が参加。
  - 17日　阿部総長代行が正式に就任。
  - 26日　学生会館の管理運営権をめざして共闘会議が再編成される。
- 10月5日　早大闘争での学生13人対する第1回公判が、機動隊導入で流れる。
- 11月5日　早大闘争第1回公判が開かれ、検事側の起訴状が朗読される。
- 12月7日　早大闘争第2回公判が開かれ、被告人陳述が行われる。

### 1967年以降
- 1969年
  - 4月　本部と第2学生会館を学生が占拠
  - 10月　機動隊を導入して、占拠を強制解除　以後第2学生会館は閉鎖
- 1972年　第3次早大闘争
- 1980年　第2学生会館が部分的に利用再開。
- 1990年　第2学生会館の利用開始。
- 2002年　第1、第2学生会館の解体開始。